# Golf na letnich igrzyskach olimpijskich

Golf obecny był w programie igrzysk olimpijskich czterokrotnie. Pierwszy raz zawodnicy rywalizowali podczas Letnich Igrzysk Olimpijskich 1900 w Paryżu, a następnie cztery lata później w Saint Louis podczas Letnich Igrzysk Olimpijskich 1904.
Zgodnie z decyzją, która została podjęta na sesji MKOl w Kopenhadze w 2009 roku, golf ponownie znalazł się w programie letnich igrzysk olimpijskich, począwszy od Igrzysk Olimpijskich 2016, które odbyły się w Rio de Janeiro.

## Kalendarium
| Rok  | Miejsce        | Kraj              | Zawody                                       |
| ---- | -------------- | ----------------- | -------------------------------------------- |
| 1900 | Paryż          | Francja           | Golf na Letnich Igrzyskach Olimpijskich 1900 |
| 1904 | Saint Louis    | Stany Zjednoczone | Golf na Letnich Igrzyskach Olimpijskich 1904 |
| 2016 | Rio de Janeiro | Brazylia          | Golf na Letnich Igrzyskach Olimpijskich 2016 |
| 2021 | Tokio          | Japonia           | Golf na Letnich Igrzyskach Olimpijskich 2020 |
| 2024 | Paryż          | Francja           | Golf na Letnich Igrzyskach Olimpijskich 2024 |

## Zawody
| Kategoria           | ’00 | ’04 | ’16 | ’21 | Razem |
| ------------------- | --- | --- | --- | --- | ----- |
| kobiety             | •   | –   | •   | •   | 3     |
| mężczyźni           | •   | •   | •   | •   | 4     |
| mężczyźni drużynowo | –   | •   | –   | –   | 1     |
| Suma                | 2   | 2   | 2   | 2   | 8     |

## Klasyfikacja medalowa
| Miejsce | Reprezentacja     | Złoto | Srebro | Brąz | Razem |
| ------- | ----------------- | ----- | ------ | ---- | ----- |
| 1       | Stany Zjednoczone | 5     | 3      | 5    | 13    |
| 2       | Wielka Brytania   | 1     | 1      | 1    | 3     |
| 3       | Korea Południowa  | 1     | 0      | 0    | 1     |
| 3       | Kanada            | 1     | 0      | 0    | 1     |
| 5       | Nowa Zelandia     | 0     | 1      | 1    | 2     |
| 6       | Japonia           | 0     | 1      | 0    | 1     |
| 6       | Słowacja          | 0     | 1      | 0    | 1     |
| 6       | Szwecja           | 0     | 1      | 0    | 1     |
| 9       | Chińskie Tajpej   | 0     | 0      | 1    | 1     |
| 9       | Chiny             | 0     | 0      | 1    | 1     |
| Razem   | Razem             | 8     | 8      | 9    | 25    |